# Varberg
Varberg (gl. dansk Varbierg) er en by med godt 27.000 indbyggere  i Halland på den svenske vestkyst. Byen er hovedby i Varbergs kommun, Hallands län, Sverige. Færgeforbindelsen til Varberg fra Grenaa i Danmark blev nedlagt 1. februar 2020.
Hallands kulturhistoriska museum er et regionalt museum, der bl.a. har en udstilling om Bockstenmanden, et mosefund fra 1300-tallet med meget velbevaret klædedragt. Museet findes på Varberg Fæstning.
Byen har en badeanstalt, Kallbadhuset, der er bygget på pæle. Den blev grundlagt i 1820'erne – den nuværende bygning stammer dog fra 1903 (totalt renoveret i 1997).
Varberg er venskabsby med den sønderjydske by Haderslev.

## Historie
Varberg hørte til Danmark i vikingetiden og størstedelen af middelalderen. Den ældste registrerede stavemåde er Wardbergh  (1305). I en periode fra 1305 til 1365 var området svensk, indtil det blev erobret tilbage af den danske konge Valdemar Atterdag. Ved begyndelsen af 1400-tallet blev navnet Varbjerg antaget efter den nærliggende fæstning, oprindelig en borg anlagt i 1280'erne på klipperne ud mod havet. Efter Torstensson-krigen (1643-1645) overgik Varberg og det øvrige Halland til Sverige som pant i 30 år ved Freden i Brømsebro. Ved Roskildefreden i 1658 blev afståelsen gjort permanent.
Den katolske teolog og historiker Poul Helgesen (1485 – ca. 1535) var født i Varberg.